# Хорупник
Хорупник (пол. Chorupnik) — село в Польщі, у гміні Гошкув Красноставського повіту Люблінського воєводства.
Населення — 390 осіб (2011).
У 1975-1998 роках село належало до Замойського воєводства.

## Демографія
Демографічна структура станом на 31 березня 2011 року:
|          | Загалом | Допрацездатний вік | Працездатний вік | Постпрацездатний вік |
| -------- | ------- | ------------------ | ---------------- | -------------------- |
| Чоловіки | 195     | 30                 | 142              | 23                   |
| Жінки    | 195     | 36                 | 97               | 62                   |
| Разом    | 390     | 66                 | 239              | 85                   |